# Torre (Zwitserland)
Torre is een plaats en voormalige gemeente in het district Blenio dat behoort tot het kanton Ticino. Torre heeft 288 inwoners (2005).

## Geschiedenis
De eed van Torre is een eed op perkament bewaard in facsimile uit 1225-1250. In 1182 wordt verklaard dat de bevolking (d.w.z. de "vrije boeren") de bouw van nieuwe kastelen en de machtsaanspraak van de edelen tegen hun wil niet langer zou tolereren en zich zou voorbereiden om de bestaande kastelen te vernietigen. De familie da Torre, die uit het Como-gebied emigreerde, en andere Podestà (namelijk de da Giornico, da Contone, da Lodrino en da Gnosca) worden in de verklaring bedreigd met machteloosheid en eeuwige uitzetting. Het pact kwam tot stand in februari 1182 op instigatie van Oberto de Terzago, de aartspriester en afgezant van de kathedraal van Milaan, en bracht een alliantie tot stand tussen de bewoners van de Valle di Blenio, de Valle Leventina en het kathedraalkapittel van Milaan. Vanuit het oogpunt van de kerk met als doel de eisen voor gemeenschapsvrijheid van de kleine lokale democratieën (vicinanze) uit te spelen tegen de belangen van de keizerlijk begiftigde lokale landadel, vooral omdat de kerk in de valleien haar eigen feodale belangen nastreefde.
De lokale vertegenwoordigers van keizer Frederik I Barbarossa, Guido en Artusio (Artuxius) da Torre, de twee zonen van de keizerlijke baljuw Alcherio da Torre, stonden, na de nederlaag van de keizer door de Eerste Lombardische Liga in de Slag bij Legnano in 1176, verloren in Torre, maar weigerden hun kastelen op te geven. Artusio verschanste zich in het Castello de Curterio, maar hij en zijn volk konden het beleg niet weerstaan. Het kasteel werd met de grond gelijk gemaakt. De valleibewoners handelden bijna net zo radicaal met het kasteel van Serravalle bij Semione. De eed van Torre was van grote symbolische betekenis voor de latere, soms uiterst succesvolle pogingen tot lokale zelfbeschikking in de Blenio-vallei en in Biasca. Nadat de valleibevolking zich legaal en militair had weten te bevrijden van de heerschappij van Noord-Italiaanse adellijke families, werden de Blenio-vallei en dus ook de bevolking van Torre vanaf 1495 gebonden door een eed van trouw aan de beschermende macht van het kanton Uri en waren onderdeel van het van 1503 tot 1798 bestaande Oude Eedgenootschap van de kantons Uri, Schwyz en Nidwalden. Als onderdeel van de omwentelingen die heel Zwitserland na de Franse Revolutie troffen, kwam Torre korte tijd onder het bestuur van het kanton Bellinzona in de Helvetische Republiek en behoort vandaag tot het kanton Ticino, dat pas in 1803 werd gesticht.
In 1928 ging de toen zelfstandige gemeente Grumo op in de gemeente Torre.
Op 22 oktober 2006 ging de gemeente met de andere gemeenten Aquila, Campo, Ghirone en Olivone op in de nieuw gevormde gemeente Blenio.

## Geografie
Torre ligt in het dal van Blenio. Torre had als gemeente een oppervlakte 10,8 km² en grensde aan de buurgemeenten Acquarossa, Aquila en Malvaglia (tegenwoordig ligt Malvaglia in de gemeente Serravalle).
Torre heeft een gemiddelde hoogte van 760 meter.

## Galerij

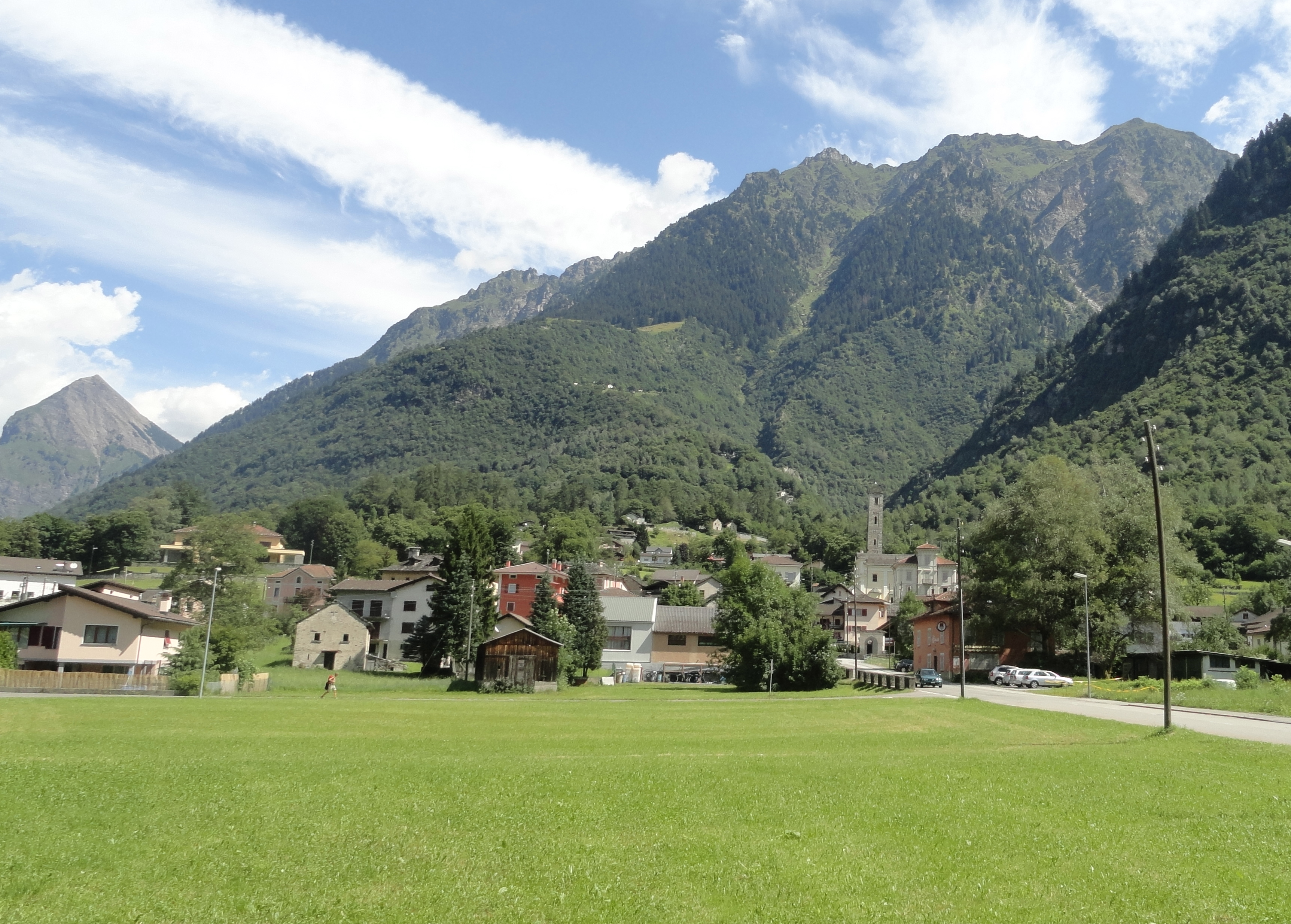
Uitzicht over Torre
Uitzicht over Grumo een plaats dat voor 2006 in de gemeente Torre lag